# Temporada da Stock Car Brasil de 1984
O Campeonato Stock Car de 1984 foi a 6ª edição promovida pela Confederação Brasileira de Automobilismo (CBA) da principal categoria do automobilismo brasileiro.
O vencedor foi o piloto Paulo Gomes.
Contexto histórico
Foi criada em 1977 para ser uma alternativa à extinta Divisão 1 (D1), que corria com as marcas Chevrolet (Opala) e Ford (Maverick). Isso ocorreu pelo desinteresse do público e dos patrocinadores por se tornar uma categoria monomarca, dada a superioridade dos modelos Chevrolet. Para que isso não ocorresse, a General Motors criou uma nova categoria, que unia desempenho e sofisticação. O nome foi um golpe de mestre, pois além de emular o nome da famosa categoria americana, a NASCAR, desviava a atenção da marca única.
A primeira prova ocorreu em 22 de abril de 1979, no Autódromo de Tarumã, no Rio Grande do Sul. A criação da categoria foi a melhor resposta a um antigo anseio de uma comunidade apaixonada por carros de corrida, ou seja, uma categoria de Turismo que unisse desempenho e sofisticação.
Regulamento
O regulamento foi criado para limitar os custos, procurando equilíbrio, sem comprometer as performances dignas das competições internacionais.

## Equipes e pilotos
| Equipe                                                              | Construtor | Carro                        | Pneu | N.° | Nome do piloto           | Rodada      |
| ------------------------------------------------------------------- | ---------- | ---------------------------- | ---- | --- | ------------------------ | ----------- |
| Equipe Coca-Cola Brasil/Polwax                                      | Chevrolet  | Opala 250-S 4.1L 171cv Coupé | C    | 24  | Walter Travaglini        | Todas       |
| Equipe Coca-Cola Brasil/Polwax                                      | Chevrolet  | Opala 250-S 4.1L 171cv Coupé | C    | 2   | Guido Borlenghi          | 7-11        |
| Equipe Johnson                                                      | Chevrolet  | Opala 250-S 4.1L 171cv       | P    | 82  | Ingo Hoffmann            | Todas       |
| Equipe Johnson                                                      | Chevrolet  | Opala 250-S 4.1L 171cv       | P    | 37  | Luiz Pereira Bueno       | Todas       |
| Águia Autosport                                                     | Chevrolet  | Opala 250-S 4.1L 171cv Coupé | M    | 63  | José Carlos Dias         | Todas       |
| Giaffone Motorsport                                                 | Chevrolet  | Opala 250-S 4.1L 171cv Coupé | M    | 98  | Zeca Giaffone            | Todas       |
| Giaffone Motorsport                                                 | Chevrolet  | Opala 250-S 4.1L 171cv Coupé | M    | 58  | Affonso Giaffone Jr.     | 1-7         |
| Spinelli Racing                                                     | Chevrolet  | Opala 250-S 4.1L 171cv Coupé | C    | 78  | Renato Martins           | Todas       |
| Spinelli Racing                                                     | Chevrolet  | Opala 250-S 4.1L 171cv Coupé | C    | 26  | Roberto Amaral           | 2-6         |
| Spinelli Racing                                                     | Chevrolet  | Opala 250-S 4.1L 171cv Coupé | C    | 56  | José Catanhede (Catanha) | 4 e 7-11    |
| Equipe Havoline-Texaco                                              | Chevrolet  | Opala 250-S 4.1L 171cv Coupé | P    | 77  | Olimpio Alencar Jr       | 1-3 e 5-11  |
| Equipe Havoline-Texaco                                              | Chevrolet  | Opala 250-S 4.1L 171cv Coupé | P    | 65  | Diumar Bueno             | 4 e 7       |
| Team Metalpó                                                        | Chevrolet  | Opala 250-S 4.1L 171cv Coupé | B    | 91  | Paulo Gomes              | Todas       |
| Team Metalpó                                                        | Chevrolet  | Opala 250-S 4.1L 171cv Coupé | B    | 79  | Fabiano Brito            | 10-11       |
| Castrol Racing                                                      | Chevrolet  | Opala 250-S 4.1L 171cv Coupé | M    | 59  | Fábio Sotto Mayor        | 1-8         |
| Castrol Racing                                                      | Chevrolet  | Opala 250-S 4.1L 171cv Coupé | M    | 27  | César Villela            | 1-4 e 7-11  |
| Ashford Motorsports                                                 | Chevrolet  | Opala 250-S 4.1L 171cv       | P    | 75  | Oscar Chanoski           | 1-6         |
| Team Valvoline                                                      | Chevrolet  | Opala 250-S 4.1L 171cv       | C    | 4   | Luiz Alberto Pereira     | Todas       |
| Bastos Racing Team                                                  | Chevrolet  | Opala 250-S 4.1L 171cv       | C    | 69  | Fred Marinelli           | Todas       |
| Equipe Johnson                                                      | Chevrolet  | Opala 250-S 4.1L 171cv       | P    | 34  | Luiz Carlos Lanzoni      | 5-6, 9 e 11 |
| WB Motorsports                                                      | Chevrolet  | Opala 250-S 4.1L 171cv       | P    | 85  | Ney Faustini             | 1-6         |
| Boettger Competições                                                | Chevrolet  | Opala 250-S 4.1L 171cv       | C    | 23  | João Batista Neto        | 3 e 8-11    |
| Camel Grand Prix                                                    | Chevrolet  | Opala 250-S 4.1L 171cv       | C    | 96  | Clayton Peres            | 11          |
| Camel Grand Prix                                                    | Chevrolet  | Opala 250-S 4.1L 171cv       | C    | 99  | Pedro Muffato            | 7-8         |
| Mistura Brasileira/Dalphin Engenharia                               | Chevrolet  | Opala 250-S 4.1L 171cv       | P    | 15  | Reinaldo Campello        | 7-11        |
| Mistura Brasileira/Dalphin Engenharia                               | Chevrolet  | Opala 250-S 4.1L 171cv       | P    | 86  | Pedro Alves              | 2           |
| Benson & Hedges Team                                                | Chevrolet  | Opala 250-S 4.1L 171cv Coupé | C    | 72  | Júlio Coimbra            | 1-7         |
| Benson & Hedges Team                                                | Chevrolet  | Opala 250-S 4.1L 171cv Coupé | C    | 48  | Paco Sanmartin           | 10-11       |
| Cibranox Motorsport                                                 | Chevrolet  | Opala 250-S 4.1L 171cv       | B    | 68  | Gilberto Hidalgo         | 10-11       |
| Refricentro/Blindex/Losacco Racing Refricentro/Losacco Turbo Racing | Chevrolet  | Opala 250-S 4.1L 171cv       | C    | 50  | José Cangueiro           | 4, 7 e 11   |
| Refricentro/Blindex/Losacco Racing Refricentro/Losacco Turbo Racing | Chevrolet  | Opala 250-S 4.1L 171cv       | C    | 33  | Aloysio Andrade Filho    | 3 e 8-11    |
| Lobo/Óleo Lorga Racing                                              | Chevrolet  | Opala 250-S 4.1L 171cv Coupé | C    | 13  | Heber Borlenghi          | 7-11        |
| Trefitec                                                            | Chevrolet  | Opala 250-S 4.1L 171cv Coupé | C    | 90  | Vignaldo Fizio           | Todas       |
| Dimep Grand Prix                                                    | Chevrolet  | Opala 250-S 4.1L 171cv Coupé | C    | 74  | Thiago Grison            | 1-3         |
| Team Playlife                                                       | Chevrolet  | Opala 250-S 4.1L 171cv       | B    | 47  | Evaldo Quadrado          | Todas       |
| BP Bunge Bioenergia Racing                                          | Chevrolet  | Opala 250-S 4.1L 171cv       | G    | 40  | Beto Napolitano          | 10          |

## Calendário e resultados

### Etapas
| #  | Circuito             | Data           | Pole Position        | Volta mais rápida    | Piloto Vencedor      | Equipe Vencedora       |
| -- | -------------------- | -------------- | -------------------- | -------------------- | -------------------- | ---------------------- |
| 1  | GP de Viamão         | 8 de abril     | Walter Travaglini    | Renato Martins       | Zeca Giaffone        | Giaffone Motorsport    |
| 2  | GP do Rio de Janeiro | 22 de abril    | Oscar Chanoski       | Luiz Alberto Pereira | Paulo Gomes          | Team Metalpó           |
| 3  | GP de Guaporé        | 13 de maio     | Reinaldo Campello    | Olimpio Alencar Jr   | Olimpio Alencar Jr   | Equipe Havoline-Texaco |
| 4  | GP de Brasília       | 27 de maio     | Reinaldo Campello    | Thiago Grison        | Zeca Giaffone        | Giaffone Motorsport    |
| 5  | GP de Goiânia        | 10 de junho    | Olimpio Alencar Jr   | Ingo Hoffmann        | Olimpio Alencar Jr   | Equipe Havoline-Texaco |
| 6  | GP de Eusébio        | 15 de julho    | Renato Martins       | Luiz Pereira Bueno   | Luiz Alberto Pereira | Team Valvoline         |
| 7  | GP de Cascavel       | 29 de julho    | Fábio Sotto Mayor    | Zeca Giaffone        | Fábio Sotto Mayor    | Castrol Racing         |
| 8  | GP de Curitiba       | 2 de setembro  | Fábio Sotto Mayor    | Fábio Sotto Mayor    | Fábio Sotto Mayor    | Castrol Racing         |
| 9  | GP da Guanabara      | 23 de setembro | Affonso Giaffone Jr. | Paulo Gomes          | Luiz Alberto Pereira | Team Valvoline         |
| 10 | GP de São Paulo      | 11 de novembro | Affonso Giaffone Jr. | Oscar Chanoski       | Zeca Giaffone        | Giaffone Motorsport    |
| 11 | GP de Interlagos     | 2 de dezembro  | Luiz Pereira Bueno   | Walter Travaglini    | Paulo Gomes          | Team Metalpó           |

## Classificação

### Campeonato de pilotos
| Pos | Piloto                   | VIA | RJO | GUA | BRA | GOI | EUS | CAS | CTB | GBA | SPO | INT | Pts |
| --- | ------------------------ | --- | --- | --- | --- | --- | --- | --- | --- | --- | --- | --- | --- |
| 1   | Paulo Gomes              | 6   | 1   | 3   | 4   | 2   | Ret | DSQ | Ret | 2   | 3   | 1   | 192 |
| 2   | Luiz Alberto Pereira     | Ret | 4   | 2   | 2   | 5   | 1   | 5   | 2   | 1   | 4   | 5   | 189 |
| 3   | Zeca Giaffone            | 1   | 2   | 4   | 1   | DSQ | 3   | Ret | 4   | 3   | 1   | Ret | 186 |
| 4   | Ingo Hoffmann            | 2   | 5   | Ret | 3   | 4   | 2   | 6   | 5   | 9   | 14  | 2   | 165 |
| 5   | Luiz Pereira Bueno       | Ret | 3   | Ret | Ret | 3   | 4   | 13  | 3   | 4   | 6   | 4   | 159 |
| 6   | Olimpio Alencar Jr       | 3   | 17  | 1   |     | 1   | 6   | 2   | Ret | 5   | 2   | Ret | 153 |
| 7   | José Carlos Dias         | 5   | 6   | 5   | 7   | Ret | NL  | 7   | 6   | 6   | 10  | 3   | 147 |
| 8   | Walter Travaglini        | 4   | 8   | 7   | 11  | Ret | NL  | 3   | 9   | 13  | Ret | 6   | 141 |
| 9   | Fábio Sotto Mayor        | Ret | Ret | Ret | 9   | NL  | NL  | 1   | 1   |     |     |     | 111 |
| 10  | Renato Martins           | 13  | 14  | Ret | 5   | 12  | 9   | 14  | Ret | 12  | 5   | 8   | 80  |
| 11  | Reinaldo Campello        |     |     |     |     |     |     | 4   | 7   | 7   | Ret | 7   | 74  |
| 12  | Fred Marinelli           | 7   | 16  | 8   | 10  | 10  | 7   | 9   | 10  | 8   | Ret | Ret | 74  |
| 13  | Affonso Giaffone Jr.     | Ret | 7   | 10  | 6   | 6   | 8   | NL  |     |     |     |     | 60  |
| 14  | Ney Faustini             | 9   | 11  | 9   | 8   | Ret | Ret |     |     |     |     |     | 58  |
| 15  | Júlio Coimbra            | Ret | 9   | 6   | 14  | 9   | NL  | 12  |     |     |     |     | 56  |
| 16  | Vignaldo Fizio           | 8   | 13  | 11  | Ret | 7   | Ret | 15  | 11  | 10  | Ret | 12  | 56  |
| 17  | Thiago Grison            | 10  | 18  | Ret |     |     |     |     |     |     |     |     | 33  |
| 18  | Evaldo Quadrado          | Ret | 12  | Ret | Ret | Ret | 5   | 11  | 8   | Ret | Ret | 11  | 32  |
| 19  | Beto Napolitano          |     |     |     |     |     |     |     |     |     | 7   |     | 31  |
| 20  | Heber Borlenghi          | 14  | 15  | Ret | Ret |     |     | 8   | 14  | 14  | 12  | 14  | 28  |
| 21  | José Cangueiro           |     |     |     | 16  |     |     | NA  |     |     |     | 9   | 27  |
| 22  | Aloysio Andrade Filho    |     |     | NA  |     |     |     |     | 13  | 11  | 8   | Ret | 20  |
| 23  | João Batista Neto        |     |     | OUT |     |     |     |     | 16  | Ret | 9   | 13  | 20  |
| 24  | César Villela            | 11  | 10  | Ret | 15  |     |     | 10  | 12  | Ret | 11  | 16  | 16  |
| 25  | Roberto Amaral           |     | OUT | OUT | OUT | 8   | DSQ |     |     |     |     |     | 13  |
| 26  | Fabiano Brito            |     |     |     |     |     |     |     |     |     | OUT | 10  | 12  |
| 27  | Luiz Carlos Lanzoni      |     |     |     |     | 11  | 10  |     |     | OUT |     | Ret | 9   |
| 28  | Oscar Chanoski           | 12  | Ret | NL  | 13  | Ret | NL  |     |     |     |     |     | 0   |
| 29  | Diumar Bueno             |     |     |     | 12  |     |     | NL  |     |     |     |     | 0   |
| 30  | José Catanhede (Catanha) |     |     |     | Ret |     |     | 17  | 15  | 15  | 13  | 15  | 0   |
| 31  | Guido Borlenghi          |     |     |     |     |     |     | 16  | Ret | NL  | 15  | Ret | 0   |
| 32  | Clayton Peres            |     |     |     |     |     |     |     |     |     |     | 17  | 0   |
| 33  | Pedro Muffato            |     |     |     |     |     |     | Ret | NL  |     |     |     | 0   |
| 34  | Pedro Alves              |     | Ret |     |     |     |     |     |     |     |     |     | 0   |
| 35  | Gilberto Hidalgo         |     |     |     |     |     |     |     |     |     | Ret | Ret | 0   |
| 36  | Paco Sanmartin           |     |     |     |     |     |     |     |     |     | Ret | NQ  | 0   |
| Pos | Piloto                   | VIA | RJO | GUA | BRA | GOI | EUS | CAS | CTB | GBA | SPO | INT | Pts |

| Cor      | Resultado            |
| -------- | -------------------- |
| Ouro     | Vencedor             |
| Prata    | 2º lugar             |
| Bronze   | 3º lugar             |
| Verde    | Terminou, nos pontos |
| Azul     | Terminou, sem pontos |
| Púrpura  | Retirou-se (Ret)     |
| Vermelho | Não qualificado (NQ) |
| Preto    | Desqualificado (DSQ) |
| Branco   | Não largou (NL)      |
| Sem cor  | Não participou (NP)  |
| Sem cor  | Lesionado (Les)      |
| Sem cor  | Excluído (EX)        |